# Ronald McNair
Ronald Erwin McNair (21. října 1950 Lake City, Jižní Karolína, USA – 28. ledna 1986 nad Floridou, USA) byl americký astronaut, který roku 1986 tragicky zahynul při havárii raketoplánu.

## Život

### Mládí a výcvik
Po základní a střední škole absolvoval vysokou školu (North Carolina Agricultural and Technical State University) v roce 1971 a získal titul inženýra fyziky. Na škole byl mj. i vedoucím tamního fotbalového klubu a byl úspěšným držitelem černého pásu v karate. V roce 1977 obhájil doktorát fyzikálních věd na Massachusettském technologickém institutu v Massachusetts. Stal se členem technického personálu Optical Physics Department, výzkumná laboratoř Houghes Research v Malibu v Kalifornii. Oženil se v Cheryl B. Mooreovou z Brooklynu v New Yorku a měli spolu dvě děti. Do týmu astronautů byl vybrán v lednu 1978 jako astronaut specialista, druhý Afroameričan mezi astronauty NASA.

### Lety do vesmíru
Poprvé letěl v únoru 1984 při misi STS-41-B. Na palubě Challengeru byla tato posádka: Vance Brand, Robert Gibson, Bruce McCandless, Ronald McNair a Robert Stewart. Po dosažení stanovené orbitální dráhy vypustili družice Westar 6 a Palapa B-2, obě však nedosáhly stanovených drah, nepodařilo se ani uvést do chodu cvičnou balónovou družici. Zdárně vyzkoušeli let nepřipoutaného kosmonauta mimo raketoplán na manévrovací jednotce MMU (Manned Maneuvering Unit). Přistáli po sedmidenním letu tam, odkud odstartovali, na mysu Canaveral. Doktor Ronald Mc Nair se tímto nepříliš vydařeným letem stal 134. člověkem ve vesmíru.
Druhý let skončil 73 sekund po startu z Floridy výbuchem raketoplánu Challenger. Celá posádka ve složení Francis Scobee, Michael Smith, Judith Resniková, Ellison Onizuka, Ronald McNair, Gregory Jarvis a Sharon McAuliffeová zahynula. Všichni členové posádky jsou pohřbeni na Arlingtonském národním hřbitově.
- STS-41-B Challenger (3. února 1984 – 11. února 1984)
- STS-51-L Challenger (28. ledna 1986)

## Ocenění, pocty
- byla po něm pojmenována planetka (3354) McNair
- byl po něm pojmenován kráter na Měsíci McNair